# Свети Петар (Огулин)
Свети Петар је насељено место у саставу града Огулина у Карловачкој жупанији, Република Хрватска.

## Историја
До територијалне реорганизације у Хрватској налазио у саставу старе општине Огулин. Свети Петар као самостално насељено место, постоји од пописа 2001. године. Настао је издвајањем дела из насеља Огулин и представља периферију самог града Огулина.

## Становништво
На попису становништва 2011. године, Свети Петар је имао 651 становника. За попис становништва 1991. године, погледати под Огулин.